# Marais alcalin et prairies humides de Baon
Marais alcalin et prairies humides de Baon este o arie protejată (sit de importanță comunitară — SCI) din Franța întinsă pe o suprafață de 21 ha, integral pe uscat.

## Localizare
Centrul sitului Marais alcalin et prairies humides de Baon este situat la coordonatele 47°51′27″N 4°06′42″E / 47.8575°N 4.11167°E.

## Înființare
Situl Marais alcalin et prairies humides de Baon a fost declarat arie specială de conservare în baza directivei 92/43 din 1992 referitoare la conservarea habitatelor naturale și a faunei și florei sălbatice pentru a proteja 7 specii de animale.

## Biodiversitate
Situată în ecoregiunea continentală, aria protejată conține 7 habitate naturale: Pajiști cu Molinia pe soluri calcaroase, turboase sau argilos-nămoloase (Molinion caeruleae), Mlaștini alcaline, Liziere de ierburi înalte hidrofile de câmpie și de nivel montan până la alpin, Lacuri eutrofice naturale cu vegetație de tip Magnopotamion sau Hydrocharition, Păduri de stejar sau de stejar și carpen sub-atlantice și medio-europene de Carpinion betuli, Păduri aluvionare cu Alnus glutinosa și Fraxinus excelsior (Alno-Padion, Alnion incanae, Salicion albae), Cursuri de apă de la nivel de câmpie la nivel montan, cu vegetație Ranunculion fluitantis și Callitricho-Batrachion.
La baza desemnării sitului se află mai multe specii protejate:
- mamifere (4): liliac cu urechi mari (Myotis bechsteinii), liliac cărămiziu (Myotis emarginatus), liliac comun (Myotis myotis), liliacul mic cu potcoavă (Rhinolophus hipposideros)
- nevertebrate (1): Coenagrion mercuriale
- pești (2): zglăvoacă (Cottus gobio), Cottus perifretum

Pe lângă speciile protejate, pe teritoriul sitului au mai fost identificate 8 specii de plante, 52 de specii de păsări, 4 specii de amfibieni, 2 specii de mamifere, 1 specie de nevertebrate, 1 specie de pești, 3 specii de reptile.